# Praca nad sobą
Praca nad sobą – aperiodyk mariawicki wydawany w latach 1996-2014 w Krakowie przez F.H.U. Elwit dla Zgromadzenia Mariawitów, od 2007 roku dostępny również w Internecie. Założycielem i pierwszym redaktorem pisma był ks. prof. Konrad Rudnicki, duchowny Kościoła Starokatolickiego Mariawitów. 
Czasopismo ukazywało się nieregularnie, w miarę napływu materiałów. Pismo w formie drukowanej rozprowadzano wyłącznie w prenumeracie. Egzemplarze pisma dostępne są również w Bibliotece Narodowej w Warszawie, oraz w Bibliotece Jagiellońskiej w Krakowie.
W "Pracy nad sobą" zamieszczano artykuły na temat mariawitzmu z perspektywy religijnej, filozoficznej i historycznej. Prócz tego publikowano publicystykę dotyczącą ruchu mariawickiego i ekumenizmu. W niektórych numerach pojawiała się poezja. Ostatni numer wydano w styczniu 2014 roku, już po śmierci kapłana Rudnickiego, pod redakcją Janusza Andrzeja Wieczorka.
W czasopiśmie publikowali m.in.: prof. Honorata Korpikiewicz kpł. dr Tomasz Maria Daniel Mames, prof. Andrzej Siemianowski, ks.Henryk Seweryniak, ks. Lucjan Balter, oraz Stanisław Obirek.